# Mistrzostwa Świata w Kajakarstwie 1977
13. Mistrzostwa świata w kajakarstwie odbyły się w dniach 1-3 września 1977 w Sofii.
Rozegrano 15 konkurencji męskich i 3 kobiece. Mężczyźni startowali w kanadyjkach jedynkach (C-1) i dwójkach (C-2) oraz w kajakach jedynkach (K-1), dwójkach (K-2) i czwórkach (K-4), zaś kobiety w kajakach jedynkach, dwójkach i czwórkach. Po raz pierwszy rozegrano wyścig czwórek mężczyzn na dystansie 500 metrów. Począwszy od tych mistrzostw nie rozgrywano sztafety męskiej jedynek 4 × 500 metrów (konkurencję sztafet, ale na dystansie 200 metrów, przywrócono na mistrzostwach w 2009).
Pierwsze miejsce w klasyfikacji medalowej wywalczyli reprezentanci Związku Radzieckiego.

## Medaliści

### Mężczyźni

#### Kanadyjki
| Konkurencja: | Złoto:                                 | Rezultat | Srebro:                                 | Rezultat | Brąz:                                    | Rezultat |
| C-1 500 m    | Lipat Varabiev                         | 1:57,70  | Ulrich Eicke                            | 1:58,13  | Zdisław Soroka                           | 1:58,28  |
| C-1 1000 m   | Ivan Patzaichin                        | 4:12,50  | Siergiej Antipow                        | 4:14,00  | Tamás Buday                              | 4:17,60  |
| C-1 10 000 m | Tamás Wichmann                         | 46:32,88 | Wasyl Jurczenko                         | 46:35,81 | Ivan Patzaichin                          | 47:25,94 |
| C-2 500 m    | Węgry · László Foltán · István Vaskuti | 1:45,16  | Kanada · John Wood · Gregory Smith      | 1:45,56  | ZSRR · Wasyl Jurczenko · Jurij Łobanow   | 1:45,83  |
| C-2 1000 m   | ZSRR · Wasyl Jurczenko · Jurij Łobanow | 3:46,68  | Węgry · Tamás Buday · Oszkár Frey       | 3:49,98  | Polska · Jerzy Opara · Andrzej Gronowicz | 3:51,19  |
| C-2 10 000 m | ZSRR · Serhij Petrenko · Jurij Łobanow | 42:56,15 | Rumunia · Lipat Varabiev · Pavel Cozlov | 42:59,11 | Węgry · Zoltán Parti · András Hubik      | 43:23,94 |

#### Kajaki
| Konkurencja: | Złoto:                                                                                  | Rezultat | Srebro:                                                                                 | Rezultat | Brąz:                                                                                     | Rezultat |
| K-1 500 m    | Vasile Dîba                                                                             | 1:46,62  | Grzegorz Śledziewski                                                                    | 1:47,13  | Zoltán Sztanity                                                                           | 1:48,41  |
| K-1 1000 m   | Vasile Dîba                                                                             | 3:53,90  | Rüdiger Helm                                                                            | 3:56,00  | Oreste Perri                                                                              | 3:56,50  |
| K-1 10 000 m | Oreste Perri                                                                            | 43:30,39 | István Fábián                                                                           | 43:30,93 | Mikałaj Stiepanienka                                                                      | 43:30,93 |
| K-2 500 m    | NRD · Joachim Mattern · Bernd Olbricht                                                  | 1:37,58  | ZSRR · Wiktar Worobiow · Mikałaj Astapkowicz                                            | 1:37,72  | Węgry · Géza Csapó · József Svidró                                                        | 1:38,25  |
| K-2 1000 m   | Węgry · Zoltán Bakó · István Szabó                                                      | 3:31,31  | NRD · Joachim Mattern · Bernd Olbricht                                                  | 3:32,81  | ZSRR · Władimir Romanowski · Serhij Nahorny                                               | 3:34,52  |
| K-2 10 000 m | ZSRR · Petras Šiurskas · Anatolij Korolkow                                              | 39:20,70 | Węgry · Zoltán Bakó · István Szabó                                                      | 39:27,24 | Rumunia · Nicolae Țicu · Cuprian Macarencu                                                | 39:28,98 |
| K-4 500 m    | Polska · Ryszard Oborski · Daniel Wełna · Grzegorz Kołtan · Henryk Budzicz              | 1:26,68  | Rumunia · Ion Dragulschi · Beniami Borbandi · Policarp Malîhin · Vasilie Simiocenco     | 1:28,49  | Hiszpania · Herminio Menéndez · Juan Sánchez · José Ramón López · Luis Gregorio Ramos     | 1:29,46  |
| K-4 1000 m   | Polska · Ryszard Oborski · Daniel Wełna · Grzegorz Kołtan · Henryk Budzicz              | 3:07,32  | ZSRR · Aleksandr Szaparenko · Władimir Morozow · Siergiej Nikolski · Aleksandr Awdiejew | 3:08,94  | Hiszpania · Herminio Menéndez · Juan Sánchez · José Ramón López · Luis Gregorio Ramos     | 3:09,29  |
| K-4 10 000 m | ZSRR · Aleksandr Szaparenko · Władimir Morozow · Siergiej Nikolski · Aleksandr Awdiejew | 35:23,18 | Węgry · Csaba Giczy · János Rátkai · István Joós · Iván Herczeg                         | 35:54,45 | Polska · Andrzej Klimaszewski · Krzysztof Lepianka · Zbigniew Torzecki · Zdzisław Szubski | 36:07,60 |

### Kobiety

#### Kajaki
| Konkurencja: | Złoto:                                                                             | Rezultat | Srebro:                                                                  | Rezultat | Brąz:                                                                          | Rezultat |
| K-1 500 m    | Gudrun Dittmar                                                                     | 2:04,12  | Maria Cosma                                                              | 2:04,72  | Tatjana Korszunowa                                                             | 2:01,58  |
| K-2 500 m    | NRD · Marion Rösiger · Martina Fischer                                             | 1:50,91  | Rumunia · Agafia Orlov · Nastasia Nikitov                                | 1:52,63  | Bułgaria · Wania Geszewa · Diana Christowa                                     | 1:53,52  |
| K-4 500 m    | Bułgaria · Marija Minczewa · Roza Bojanowa · Weliczka Minczewa · Natasza Janakiewa | 1:37,88  | NRD · Marion Rösiger · Martina Fischer · Sabine Pochert · Gudrun Dittmar | 1:37,92  | ZSRR · Taisija Łaptiewa · Galina Czikariowa · Tatjana Korszunowa · Nina Doroch | 1:38,09  |

## Klasyfikacja medalowa
| Miejsce | Państwo   | Złoto | Srebro | Brąz | Razem |
| ------- | --------- | ----- | ------ | ---- | ----- |
| 1       | ZSRR      | 4     | 4      | 6    | 14    |
| 2       | Rumunia   | 4     | 4      | 2    | 10    |
| 3       | Węgry     | 3     | 4      | 4    | 11    |
| 4       | NRD       | 3     | 3      | 0    | 6     |
| 5       | Polska    | 2     | 1      | 2    | 5     |
| 6       | Bułgaria  | 1     | 0      | 1    | 2     |
| 6       | Włochy    | 1     | 0      | 1    | 2     |
| 8       | Kanada    | 0     | 1      | 0    | 1     |
| 8       | RFN       | 0     | 1      | 0    | 1     |
| 10      | Hiszpania | 0     | 0      | 2    | 2     |
|         | Razem     | 18    | 18     | 18   | 54    |